# Maharashtra
Maharashtra (Marathi: महाराष्ट्र) is een deelstaat van India, gelegen in het west-centrale deel van het land. De staat heeft een oppervlakte van 307.690 km² en telt ruim 112 miljoen inwoners, waarmee het de op een na volkrijkste van India is. De hoofdstad is Mumbai.
Maharashtra wordt begrensd door Goa in het zuidwesten, Karnataka in het zuiden, Telangana in het zuidoosten, Chhattisgarh in het oosten, Madhya Pradesh in het noorden en Gujarat en het unieterritorium Dadra en Nagar Haveli en Daman en Diu in het noordwesten. In het westen heeft de staat een 720 km lange kustlijn aan de Arabische Zee.
Maharashtra is voor India van grote economische betekenis. Het bevat enkele van de belangrijkste industriële en financiële centra van het land. Mumbai geldt als het financiële centrum van India.

## Bevolking
De officiële taal van Maharashtra is het Marathi en deze taal wordt ook gesproken door een ruime meerderheid van de bevolking. In Mumbai wordt, in verband met het kosmopolitische karakter van deze stad, ook Engels en Hindi gesproken. De grootste etnische groep van de staat zijn de Marathi.

## Geschiedenis

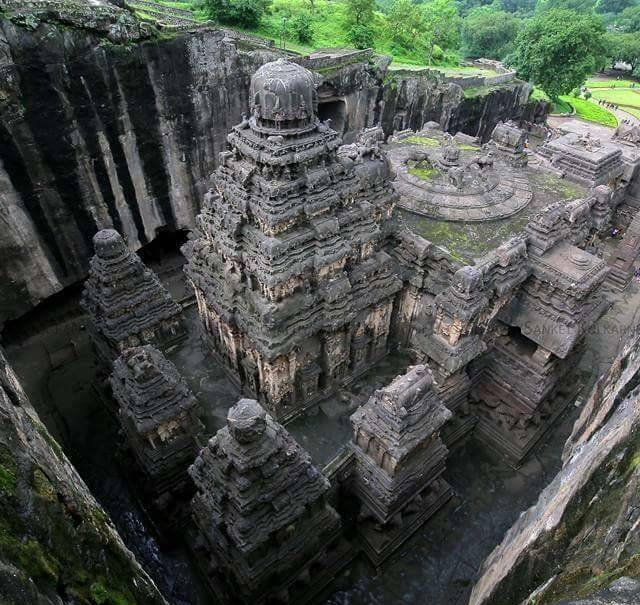
De Kailashtempel maakt onderdeel uit van de grotten van Ellora. De tempel werd in de 8e eeuw in opdracht van de Rashtrakuta-koning Krishna I in een stuk uit de rotswand uitgehouwen.

De naam Maharashtra werd al aan het begin van de christelijke jaartelling gebruikt voor een gebied dat redelijk overeenkwam met de huidige deelstaat. Na het uiteenvallen van het Mauryarijk in de 3e eeuw v.Chr. werd Maharashtra het kerngebied van de Satavahana's. Koning Vedishri maakte in 90 n.Chr. Junnar, 50 km ten noorden van Pune, zijn hoofdstad. In de 3e eeuw n.Chr. was het gebied de kern van het Vakatakarijk. Onder koning Harishena, een vermaard patroon van de boeddhistische kunst, bereikte de constructie van de grotten van Ajanta een hoogtepunt. De grotten van Ellora zijn jonger en werden tussen de 6e en 10e eeuw aangelegd, onder de Chalukya's en Rashtrakuta's. Beide dynasties wisten eeuwenlang een flink deel van India te regeren dat naast Maharashtra ook delen van Karnataka, Andhra en Gujarat besloeg. Regelmatig voerden deze hindoeïstische koningen oorlog met de Pala's en Gujara-Pratihara's in het noorden of de Pallava's en Pandya's in het zuiden van India. De Chalukya's versloegen in 739 de Arabieren die zich in Sindh gevestigd hadden zodat hun opmars in India tot stand kwam. Desondanks arriveerde de islam vanaf de 8e eeuw in de vorm van Arabische handelaren, die zich in de kustgebieden vestigden.

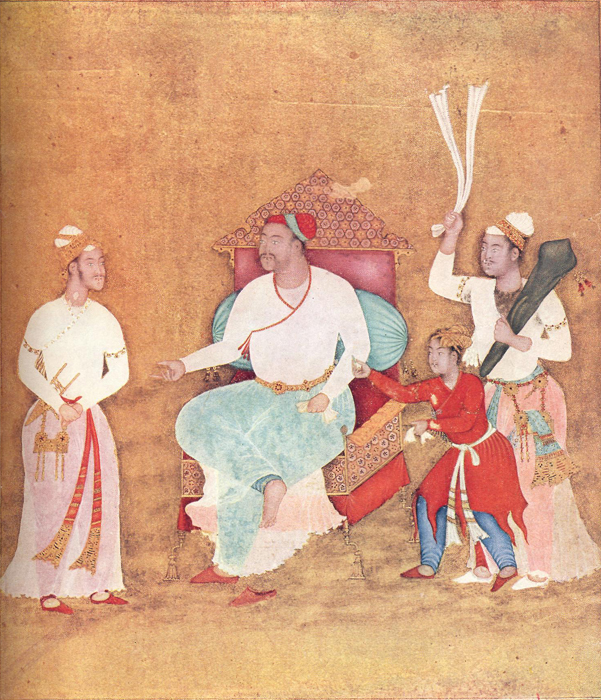
Sultan Burhan Nizam Shah II van Ahmednagar met een hoveling en twee dienaren - miniatuurportret van rond 1600. De sultans van de Dekan regeerden over een voornamelijk hindoeïstische bevolking en zagen de ontwikkeling van een unieke Dekan-stijl in de kunst aan hun hoven, voordat het gebied in de 17e eeuw door de Mogols werd onderworpen.

De laatste hindoeïstische dynastie waren de Yadava's. Begin 14e eeuw werd het gebied veroverd door de sultan van Delhi, Alauddin Khalji. De heersende klasse werd daarbij verjaagd en een periode van maatschappelijke chaos volgde, tot de stichting van het sultanaat van de Bahmaniden. Deze (Perzisch-sjiitische) sultans zagen in dat er onvoldoende moslims waren om hun rijk te besturen. Ze lieten de boekhouding over aan brahmanen en het grootste deel van hun leger bestond uit hindoes, die "Maratha's" genoemd werden. Noodzakelijkerwijs was er grote religieuze tolerantie in het sultanaat. Dit veranderde niet toen het sultanaat uiteenviel in vijf kleinere rijken, de sultanaten van de Dekan. Aan de hoven van de sultans bloeide een kunststijl die een unieke synthese vormde tussen de lokale en islamitische stijlen. De bevolking bleef in overgrote meerderheid hindoe. In de 15e en 16e eeuw arriveerden Europese handelaren en kolonisten langs de kust. De Portugezen stichtten handelsposten in Goa en Diu en de Britten vestigden zich in Bombay. Zowel de Britten als Nederlanders hadden een factorij in de havenstad Surat.
Aan het einde van de 16e eeuw raakte het gebied opnieuw in oorlog. In het noorden was het Mogolrijk ontstaan en de sultanaten van de Dekan vormde de zuidelijke grens van het rijk. Pogingen het gebied te onderwerpen betekenden dat slepende, langdurige oorlogen woedden. Regelmatig werden gebieden ontvolkt als gevolg van hongersnoden of plunderingen. De Maratha's, vermaarde huursoldaten, vaarden echter wel bij de conflicten. Het noordelijkste sultanaat, Ahmednagar, viel na vier decennia van conflict in 1636. De sultanaten Bijapur en Golkonda volgden in 1685 en 1687, na hardnekkige militaire campagnes van Mogolkeizer Aurangzeb. De opportunistische Marathaleider Shivaji verklaarde zich ondertussen onafhankelijk. Shivaji's basis was een gebied in de West-Ghats rondom Pune. Het lukte Aurangzeb nooit Shivaji of zijn opvolgers compleet te onderwerpen. De Maratha's verschansten zich in hun forten in de Ghats en voerden met lichte cavalerie verrassingsaanvallen uit.

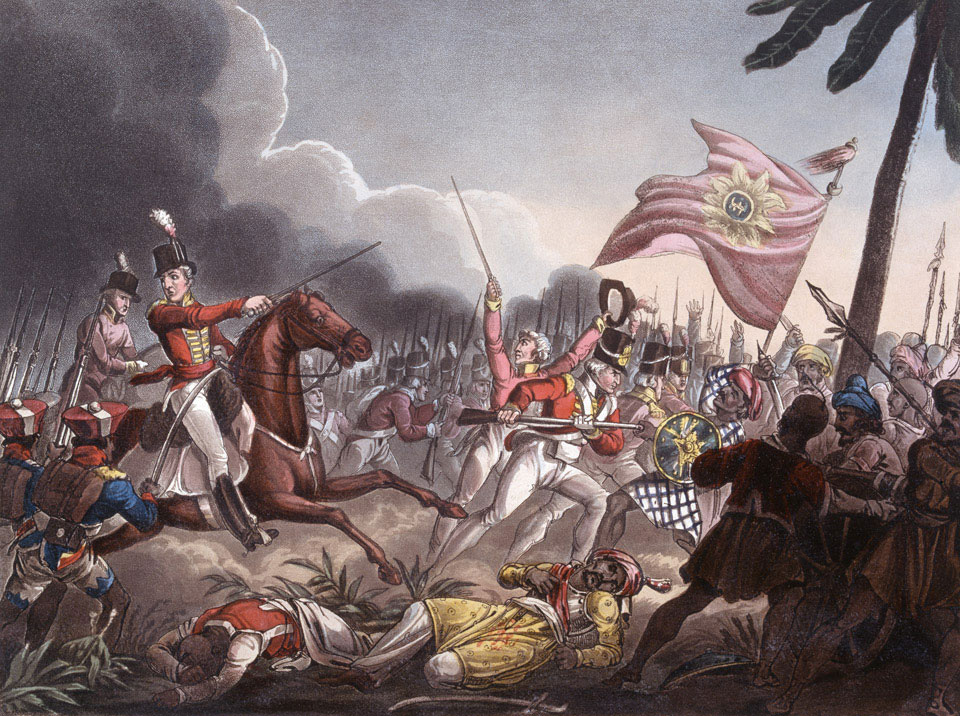
De slag bij Assaye in 1803: majoor-generaal Wellesley voert de Britse troepen aan tegen de Maratha's. De slag was een beslissend moment in de tweede oorlog tussen de Maratha's en de Britten. J.C. Stadler naar W. Heath, 1815, British Museum.

Rond de dood van Aurangzeb in 1707 was duidelijk dat het Mogolrijk leed aan imperial overstretch - de economie was onvoldoende om het enorme rijk in stand te houden. De Maratha's maakten hier in de 18e eeuw gebruik van door steeds verder naar het noorden door te dringen. Verschillende Marathaleiders veroverden een eigen rijk, maar zij waren als een soort "confederatie" verenigd onder een leider, de pesjwa, die in Pune was gevestigd. Op hun hoogtepunt onder de pesjwa's Bajirao en Nana Sahib hadden de Maratha's het grootste deel van India in handen: hun ruiters plunderden van Bengalen en Punjab tot Mysore in het zuiden. Het gezag van de pesjwa over de andere leiders nam in het tweede deel van de 18e eeuw echter af. Ondertussen hadden de Britten delen van India in handen gekregen en zij grepen onderlinge onenigheid onder de Maratha's aan om de leiders een voor een te onderwerpen in een serie oorlogen (1775-1818).
Na de verovering van Maharashtra werd het gebied als "Bombay Presidency" aan Brits-Indië toegevoegd. Enkele vorstendommen, die in de oorlogen de Britse zijde hadden gekozen, bleven bestaan als vazalstaten. De grootste daarvan was Haiderabad, dat rond de gelijknamige stad lag (tegenwoordig in Andhra Pradesh). Berar en Marathwada waren oorspronkelijk deel van Haiderabad. Het eerste werd in 1853 aan de Britse Central Provinces toegevoegd maar zou na de onafhankelijkheid bij Maharashtra komen. Het vorstendom Satara werd in 1848 door de Britten geannexeerd. In 1853 gebeurde hetzelfde met Nagpur.
De koloniale periode bracht sociale hervormingen en de aanleg van infrastructuur, maar de discriminatie van de lokale bevolking zorgde ook voor de opkomst van de Indiase emancipatiebeweging en Indiase nationalisten. Veel daarvan kwamen uit Maharashtra, zoals Bal Gangadhar Tilak, Gopal Krishna Gokhale, Dadabhai Naoroji, Mahadev Govind Ranade en Bhimrao Ramji Ambedkar. Het was in Bombay dat Mahatma Gandhi in 1942 de Quit India Movement afkondigde.
Na de onafhankelijkheid in 1947 werden de overgebleven vorstenstaten zoals Kolhapur aan de Bombay State toegevoegd (de opvolger van de Bombay Presidency). De deelstaat Maharashtra werd gevormd in 1960, na het splitsen van de Bombay State in Gujarat en Maharashtra. De kosmopolitische havenstad Bombay en haar achterland stonden op gespannen voet. Het achterland heeft een orthodoxe hindoe-ideologie terwijl de stad kosmopolitisch is. Dit kwam in 1995 tot uiting in de naamswijziging van de stad Bombay naar Mumbai, toen de nationalistische BJP de federale regering van India vormde.
Op 30 september 1993 werd de staat Maharashtra getroffen door een zware aardbeving. Er vielen 7600 doden. In november 2008 vonden in Mumbai terroristische aanslagen plaats, waarbij 174 doden en ongeveer 308 gewonden te betreuren waren.

## Economie
Maharashtra is de meest geïndustrialiseerde deelstaat van India. Er is zowel productie van dan wel handel in massamedia, technologie, ruimtevaart, mode/kleding en toerisme. Mumbai is naast hoofdstad ook de financiële hoofdstad van het land. De belangrijkste effectenbeurzen, kapitaalmarkt en grondstoffenbeurzen bevinden zich daar.
Wijnbouw in India is ook mogelijk en komt voor 80% hier vandaan.

## Bestuurlijke indeling
Maharashtra is bestuurlijk onderverdeeld in 36 districten, die weer gegroepeerd zijn in zes divisies. Hieronder volgt een lijst van de huidige districten, gegroepeerd per divisie:
| - Amravati - Akola - Amravati - Buldhana - Washim - Yavatmal |  | - Aurangabad - Aurangabad - Beed - Hingoli - Jalna - Latur - Nanded - Osmanabad - Parbhani |  | - Konkan - Mumbai Stad (Mumbai City) - Mumbai Suburbaan (Mumbai Suburban) - Palghar - Raigad - Ratnagiri - Sindhudurg - Thane |  | - Nagpur - Bhandara - Chandrapur - Gadchiroli - Gondia - Nagpur - Wardha |  | - Nashik - Ahmednagar - Dhule - Jalgaon - Nandurbar - Nashik |  | - Pune - Kolhapur - Pune - Sangli - Satara - Solapur |

Op historische, culturele en geografische gronden behoren de zes divisies op hun beurt weer tot verschillende regio's:
- Konkan (divisie Konkan)
- Desh / Paschim Maharashtra (divisie Pune)
- Khandesh (divisie Nashik[5])
- Marathwada (divisie Aurangabad)
- Vidarbha (divisies Nagpur en Amravati)

## Politiek en overheid

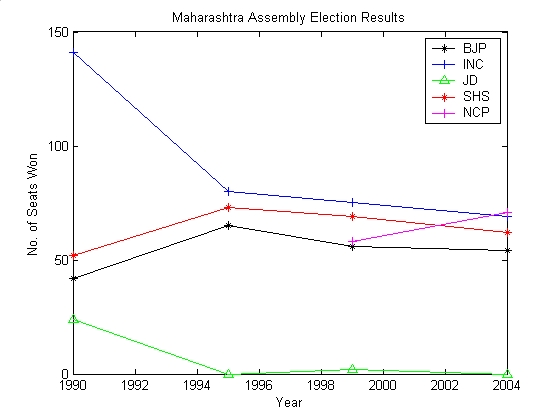
Verloop van de zetelverdeling in de Vidhan Sabha

Maharashtra is een van de zes Indiase deelstaten waar het parlement een tweekamerstelsel hanteert, bestaande uit de Vidhan Sabha, die de taak van het Lagerhuis vervult, en de Vidhan Parishad, die van het hogerhuis. De Vidhan Sabha telt 288 zetels, de Vidhan Parishad 78. De verkiezingen vinden normaliter iedere vijf jaar plaats.
Tot 1995 was Maharashtra een belangrijk bastion van de Congrespartij (INC). Sindsdien zijn echter ook hindoenationalistische partijen populair in Maharashtra, met name Shiv Sena (SS) en de Bharatiya Janata-partij (BJP). Een afsplitsing van de Congrespartij, de Nationalistische Congrespartij (NCP), speelt sinds 1999 ook een belangrijke rol. Deze partij was samen met de Congrespartij tot 2014 aan de macht, waarbij de Congrespartij telkens de chief minister leverde en de NCP de deputy chief minister.
De meest recente verkiezingen voor het parlement van Maharashtra vonden plaats in oktober 2019. De United Progressive Alliance, de alliantie tussen de Congrespartij en de NCP, wist hierbij een aantal zetels winst te boeken, maar de regerende National Democratic Alliance van BJP en SS veroverde (ondanks verlies) wederom een comfortabele meerderheid. Bij de hierop volgende kabinetsformatie werden BJP en SS het echter niet eens over de verdeling van de macht. De SS trok zich terug, waardoor de BJP op zoek moest naar een andere coalitiepartner. Deze leek gevonden te worden in de NCP, maar de nationale leiding van die partij wees dit af. Door de formatiecrisis werd Maharashtra, zoals de grondwet van India voorschrijft, tijdelijk geregeerd door de president van India, in de praktijk uitgevoerd door een gouverneur van een andere staat. De impasse kwam tot een einde toen een kabinet werd geformeerd tussen SS, NCP en Congrespartij, waarbij de BJP aldus in de oppositie werd gedwongen. Uddhav Thackarey (SS) werd beëdigd als chief minister.
De zetelverdeling in het parlement van Maharashtra is sinds oktober 2019 als volgt:
| Partij                                                  | Zetels | Verschil met 2014 |
| ------------------------------------------------------- | ------ | ----------------- |
| Bharatiya Janata-partij (BJP)                           | 105    | -17               |
| Shiv Sena (SS)                                          | 56     | -7                |
| Nationalistische Congrespartij (NCP)                    | 54     | +13               |
| Congrespartij (INC)                                     | 44     | +2                |
| Samajwadi-partij (SP)                                   | 2      | +1                |
| All India Majlis-e-Ittehadul Muslimeen (AIMIM)          | 2      | –                 |
| Communistische Partij van India (Marxistisch) (CPI (M)) | 1      | –                 |
| Maharashtra Navnirman Sena (MNS)                        | 1      | –                 |
| Onafhankelijke kandidaten                               | 13     | +6                |
| Overige partijen                                        | 10     | +2                |

### Gouverneurs
De gouverneur is hoofd van de deelstaat en wordt voor een termijn van vijf jaar aangewezen door de president van India. De rol van de gouverneur is hoofdzakelijk ceremonieel en de echte uitvoerende macht ligt bij de ministerraad, met aan het hoofd de chief minister.

## Afkomstig uit Maharastra
- Bhimrao Ramji Ambedkar (1891-1956), jurist en leider Dalits
- Abul Ala Maududi (1903-1979), Pakistaans fundamentalistisch politiek leider